# 박태수 (축구 선수)
박태수(1989년 12월 1일 ~ )는 대한민국의 축구 선수이며 포지션은 수비수이다. 현재 말레이시아 슈퍼리그 사바 FC에서 활약하고 있다.

## 축구인 경력

### 선수 경력
2010년 인천 유나이티드에 입단하였으나 주전 경쟁을 뚫지 못하고 2시즌 간 리그 3경기 출전에 그친 후 2013년 대전 시티즌으로 이적하였다.
2014년 충주 험멜로 이적하였다.
2015 시즌을 앞두고 FC 안양으로의 이적을 발표하였다.
2016년 안양과의 계약기간이 만료되어 자유계약으로 경주 한국수력원자력 축구단에 입단하였다.